# Geoffrey Unsworth
Geoffrey Gilyard Unsworth (* 26. Mai 1914 in Atherton, Grafschaft Lancashire; † 28. Oktober 1978 in der Bretagne, Frankreich) war ein britischer Kameramann. Er gilt als einer der erfolgreichsten Bildgestalter des britischen Nachkriegsfilms.

## Leben und Wirken
Der im Großraum Manchester geborene Unsworth stieß im Jahre 1932 zum Film. Zunächst erledigte er diverse Assistenten-Jobs bei der Produktionsfirma Gaumont British. Recht bald arbeitete Unsworth bei einigen Spitzenfilmen im Vorkriegs- und Kriegsengland mit, zunächst (1937–1940) als Kameraassistent: Der Lausbub aus Amerika, Sixty Glorious Years und Der Dieb von Bagdad. Dort diente er erfahrenen Lehrmeistern wie Frederick Young und Georges Périnal. Nahezu zeitgleich begann er als einfacher Kameramann zu arbeiten: Gefahr am Doro-Paß, Vier Federn, 49th Parallel, The Great Mr. Handel, Leben und Sterben des Colonel Blimp und Irrtum im Jenseits (alle zwischen 1937 und 1945).
In diesen frühen Jahren führten Unsworths Aufträge mehrfach nach Übersee. So ist er beispielsweise 1937 in Südafrika, 1938 in Burma und 1947 auf Hawaii nachzuweisen.
Wenige Monate nach Kriegsende 1945 avancierte er zum Chefkameramann, anfangs bei weniger bedeutenden Produktionen, seit den frühen 1950er Jahren auch bei farbenprächtigen Unterhaltungsfilmen für ein breites Massenpublikum. Vor allem Abenteuerstoffe mit exotischem Hintergrund (Schwarzes Elfenbein, Weiße Frau im Dschungel, Simba, Dämonen der Südsee, Brennendes Indien), historisierende Kostümgeschichten (Eine Prinzessin verliebt sich, Robin Hood und seine tollkühnen Gesellen, Im Dienste des Königs) und Kriegsdramen (Marsch durch die Hölle, Flammen über Fernost) bestimmten Unsworths Tätigkeit als Bildgestalter der 1950er Jahre.
Nach einer kurzen Durststrecke zu Beginn der 1960er Jahre erreichte Unsworth in der zweiten Hälfte des Jahrzehnts den Höhepunkt seines Ruhms. Mit dem Science-Fiction-Klassiker 2001: Odyssee im Weltraum setzte er sich als einer der weltweit angesehensten Kinofilmkameraleute durch. Es folgten eine Reihe von weiteren Topproduktionen, darunter Cabaret, für die er mit einem Oscar ausgezeichnet wurde, Die Brücke von Arnheim, Mord im Orient-Expreß, Superman und Der rosarote Panther kehrt zurück.
Er war Mitglied der British Society of Cinematographers, deren Präsident er von 1964 bis 1965 er war.
Geoffrey Unsworth starb Ende Oktober 1978 in der Bretagne, inmitten der Dreharbeiten zu Roman Polańskis Romanverfilmung Tess. Polanski widmete im Vorspann Tess Unsworth. Für die dort gezeigte Leistung, die von Unsworths Kollege Ghislain Cloquet beendet wurde, erhielt der bereits seit knapp zweieinhalb Jahren verstorbene Unsworth im Frühjahr 1981 posthum seinen zweiten Oscar.
Neben seinen zwei Oscars gewann Unsworth auch drei Britische Filmpreise. 1976 wurde er zum Officer of Order of the British Empire ernannt.

## Filmografie (Auswahl)
- 1946: Zwei Welten (Men of Two Worlds)
- 1947: Zigeunerblut (Jassy)
- 1948: Scotts letzte Fahrt (Scott of the Antarctic)
- 1949: Der Meisterdieb von Paris (The Spider and the Fly)
- 1949: Die blaue Lagune (The Blue Lagoon)
- 1950: So ist das Leben (Trio)
- 1952: Weiße Frau im Dschungel (The Planter’s Wife)
- 1953: Sein größter Bluff (The Million Pound Note)
- 1954: Flammen über Fernost (The Purple Plain)
- 1955: Eine Frau kommt an Bord (Passage Home)
- 1957: Duell am Steuer (Hell Drivers)
- 1958: Die letzte Nacht der Titanic (A Night To Remember)
- 1959: Die schwarze Lorelei (Whirlpool)
- 1959: Brennendes Indien (North West Frontier)
- 1960: Die Welt der Suzie Wong (The World of Suzie Wong)
- 1961: General Pfeifendeckel (On the Double)
- 1962: Der Löwe von Sparta (The 300 Spartans)
- 1964: Becket
- 1965: Dschingis Khan
- 1965: Othello
- 1967: O Vater, armer Vater, Mutter hängt dich in den Schrank und ich bin ganz krank (Oh Dad, Poor Dad, Mamma’s Hung You in the Closet and I’m Feelin’ So Sad)
- 1968: 2001: Odyssee im Weltraum (2001: A Space Odyssey)
- 1968: Hausfreunde sind auch Menschen (The Bliss of Mrs. Blossom)
- 1969: Mörder GmbH (The Assassination Bureau)
- 1969: Magic Christian (The Magic Christian)
- 1970: Cromwell – Krieg dem König (Cromwell)
- 1972: Cabaret
- 1974: Zardoz
- 1974: Mord im Orient-Expreß (Murder on the Orient Express)
- 1975: Royal Flash
- 1975: Der rosarote Panther kehrt zurück (The Return of the Pink Panther)
- 1975: Abenteurer auf der Lucky Lady (Lucky Lady)
- 1976: Nina – Nur eine Frage der Zeit (A Matter of Time)
- 1977: Die Brücke von Arnheim (A Bridge Too Far)
- 1978: Superman
- 1979: Der große Eisenbahnraub (The Great Train Robbery)
- 1979: Tess
- 1980: Superman II – Allein gegen alle (Superman II)